# Jacques Faggianelli
Jacques Faggianelli (Bastia, 18 novembre 1901 – Bastia, 30 aprile 1989) è stato un politico francese.